# Maria Mena/Diskografie
Diese Diskografie ist eine Übersicht über die musikalischen Werke der norwegischen Pop-Sängerin Maria Mena. Den Schallplattenauszeichnungen zufolge hat sie bisher mehr als 1,2 Millionen Tonträger verkauft, davon alleine in ihrer Heimat über 500.000. Ihre erfolgreichste Veröffentlichung ist die Single Home for Christmas mit über 300.000 verkauften Einheiten.

## Alben

### Studioalben
| Jahr | Titel                                     | Höchstplatzierung, Gesamtwochen, AuszeichnungChartplatzierungen (Jahr, Titel, Platzierungen, Wochen, Auszeichnungen, Anmerkungen) | Höchstplatzierung, Gesamtwochen, AuszeichnungChartplatzierungen (Jahr, Titel, Platzierungen, Wochen, Auszeichnungen, Anmerkungen) | Höchstplatzierung, Gesamtwochen, AuszeichnungChartplatzierungen (Jahr, Titel, Platzierungen, Wochen, Auszeichnungen, Anmerkungen) | Höchstplatzierung, Gesamtwochen, AuszeichnungChartplatzierungen (Jahr, Titel, Platzierungen, Wochen, Auszeichnungen, Anmerkungen) | Höchstplatzierung, Gesamtwochen, AuszeichnungChartplatzierungen (Jahr, Titel, Platzierungen, Wochen, Auszeichnungen, Anmerkungen) | Anmerkungen                                                 |
| Jahr | Titel                                     | DE | AT | CH | US | NO | Anmerkungen                                                 |
| ---- | ----------------------------------------- | --- | --- | --- | --- | --- | ----------------------------------------------------------- |
| 2002 | Another Phase                             | — | — | — | — | NO6 Platin · (20 Wo.)NO | Erstveröffentlichung: 22. April 2002 Verkäufe: + 40.000     |
| 2004 | Mellow auch bekannt als: White Turns Blue | — | — | — | US102 (1 Wo.)US | NO7 Gold · (11 Wo.)NO | Erstveröffentlichung: 1. März 2004 Verkäufe: + 20.000       |
| 2005 | Apparently Unaffected                     | DE22 Gold · (38 Wo.)DE | AT40 (19 Wo.)AT | CH56 (12 Wo.)CH | — | NO6 (23 Wo.)NO | Erstveröffentlichung: 8. November 2005 Verkäufe: + 150.000  |
| 2008 | Cause and Effect                          | DE20 Gold · (25 Wo.)DE | AT23 (13 Wo.)AT | CH13 Gold · (30 Wo.)CH | — | NO4 Platin · (18 Wo.)NO | Erstveröffentlichung: 9. September 2008 Verkäufe: + 170.000 |
| 2011 | Viktoria                                  | DE18 (4 Wo.)DE | AT29 (3 Wo.)AT | CH13 (7 Wo.)CH | — | NO2 Gold · (18 Wo.)NO | Erstveröffentlichung: 23. September 2011 Verkäufe: + 15.000 |
| 2013 | Weapon in Mind                            | DE59 (1 Wo.)DE | — | CH30 (2 Wo.)CH | — | NO1 (13 Wo.)NO | Erstveröffentlichung: 20. September 2013                    |
| 2015 | Growing Pains                             | — | — | CH75 (1 Wo.)CH | — | NO6 (10 Wo.)NO | Erstveröffentlichung: 4. Dezember 2015                      |
| 2023 | And Then Came You                         | — | — | — | — | NO5 (1 Wo.)NO | Erstveröffentlichung: 15. September 2023                    |

### EPs
| Jahr | Titel                        | Höchstplatzierung, Gesamtwochen, AuszeichnungChartplatzierungen (Jahr, Titel, Platzierungen, Wochen, Auszeichnungen, Anmerkungen) | Höchstplatzierung, Gesamtwochen, AuszeichnungChartplatzierungen (Jahr, Titel, Platzierungen, Wochen, Auszeichnungen, Anmerkungen) | Höchstplatzierung, Gesamtwochen, AuszeichnungChartplatzierungen (Jahr, Titel, Platzierungen, Wochen, Auszeichnungen, Anmerkungen) | Höchstplatzierung, Gesamtwochen, AuszeichnungChartplatzierungen (Jahr, Titel, Platzierungen, Wochen, Auszeichnungen, Anmerkungen) | Höchstplatzierung, Gesamtwochen, AuszeichnungChartplatzierungen (Jahr, Titel, Platzierungen, Wochen, Auszeichnungen, Anmerkungen) | Anmerkungen                            |
| Jahr | Titel                        | DE | AT | CH | US | NO | Anmerkungen                            |
| ---- | ---------------------------- | --- | --- | --- | --- | --- | -------------------------------------- |
| 2020 | They Never Leave Their Wives | — | — | — | — | NO12 (1 Wo.)NO | Erstveröffentlichung: 23. Oktober 2020 |

Weitere EPs
- 2008: The Effect That U Want

## Singles

### Als Leadmusikerin
| Jahr | Titel Album                                    | Höchstplatzierung, Gesamtwochen, AuszeichnungChartplatzierungen (Jahr, Titel, Album, Platzierungen, Wochen, Auszeichnungen, Anmerkungen) | Höchstplatzierung, Gesamtwochen, AuszeichnungChartplatzierungen (Jahr, Titel, Album, Platzierungen, Wochen, Auszeichnungen, Anmerkungen) | Höchstplatzierung, Gesamtwochen, AuszeichnungChartplatzierungen (Jahr, Titel, Album, Platzierungen, Wochen, Auszeichnungen, Anmerkungen) | Höchstplatzierung, Gesamtwochen, AuszeichnungChartplatzierungen (Jahr, Titel, Album, Platzierungen, Wochen, Auszeichnungen, Anmerkungen) | Höchstplatzierung, Gesamtwochen, AuszeichnungChartplatzierungen (Jahr, Titel, Album, Platzierungen, Wochen, Auszeichnungen, Anmerkungen) | Anmerkungen                                                                      |
| Jahr | Titel Album                                    | DE | AT | CH | US | NO | Anmerkungen                                                                      |
| ---- | ---------------------------------------------- | --- | --- | --- | --- | --- | -------------------------------------------------------------------------------- |
| 2002 | My Lullaby Another Phase                       | — | — | — | — | NO5 Gold · (9 Wo.)NO | Erstveröffentlichung: Februar 2002 Verkäufe: + 5.000                             |
| 2004 | You’re the Only One Mellow                     | — | — | — | US86 (4 Wo.)US | NO8 (5 Wo.)NO | Erstveröffentlichung: 10. Februar 2004                                           |
| 2006 | Just Hold Me Apparently Unaffected             | DE14 Gold · (53 Wo.)DE | AT4 (43 Wo.)AT | CH5 Gold · (26 Wo.)CH | — | NO2 (10 Wo.)NO | Erstveröffentlichung: 31. Januar 2006 Verkäufe: + 165.000                        |
| 2007 | Our Battles Apparently Unaffected              | — | — | CH81 (4 Wo.)CH | — | — | Erstveröffentlichung: 9. September 2007                                          |
| 2007 | Miss You Love Apparently Unaffected            | DE73 (6 Wo.)DE | — | — | — | — | Erstveröffentlichung: 30. November 2007                                          |
| 2008 | Nevermind Me Apparently Unaffected             | DE84 (2 Wo.)DE | — | — | — | — | Erstveröffentlichung: 4. April 2008                                              |
| 2008 | Belly Up Cause & Effect                        | — | — | — | — | NO4 (11 Wo.)NO | Erstveröffentlichung: 8. Juli 2008                                               |
| 2008 | All This Time (Pick-Me-Up Song) Cause & Effect | DE15 Gold · (32 Wo.)DE | AT7 (26 Wo.)AT | CH14 Gold · (34 Wo.)CH | — | NO7 (17 Wo.)NO | Erstveröffentlichung: 9. September 2008 Verkäufe: + 165.000                      |
| 2009 | I Was Made for Lovin’ You Cause & Effect       | DE91 (1 Wo.)DE | AT44 (1 Wo.)AT | CH20 (14 Wo.)CH | — | — | Erstveröffentlichung: 26. Juli 2009                                              |
| 2010 | Home for Christmas Hjem Til Jul (OST)          | — | — | — | — | NO1 ×5Fünffachplatin · (74 Wo.)NO | Erstveröffentlichung: 2. November 2010 Verkäufe: + 300.000                       |
| 2011 | Homeless Viktoria                              | — | — | CH65 (1 Wo.)CH | — | — | Erstveröffentlichung: 9. September 2011                                          |
| 2015 | I Don’t Wanna See You with Her Growing Pains   | — | — | — | — | NO20 ×2Doppelplatin · (6 Wo.)NO | Erstveröffentlichung: 6. November 2015 Verkäufe: + 80.000                        |
| 2020 | Not OK They Never Leave Their Wives            | — | — | — | — | NO37 Gold · (1 Wo.)NO | Erstveröffentlichung: 24. April 2020 Verkäufe: + 30.000                          |
| 2020 | Jula hjemme –                                  | — | — | — | — | NO16 (14 Wo.)NO | Erstveröffentlichung: 11. Dezember 2020 mit Trygve Skaug                         |
| 2021 | I Need a Man Hkeems dag, Sesong 11 (Sampler)   | — | — | — | — | NO2 Platin · (13 Wo.)NO | Erstveröffentlichung: 22. Januar 2021 Verkäufe: + 60.000; mit Hver gang vi møtes |
| 2021 | Ghettoparasitt Hkeems dag, Sesong 11 (Sampler) | — | — | — | — | NO5 (6 Wo.)NO | Erstveröffentlichung: 29. Januar 2021 mit Hver gang vi møtes                     |
| 2021 | Den fineste Chevy’n –                          | — | — | — | — | NO1 (63 Wo.)NO | Erstveröffentlichung: 26. Februar 2021 mit Halva Priset                          |
| 2022 | Alt du vil ha Hopelessly Hopeless              | — | — | — | — | NO2 (18 Wo.)NO | Erstveröffentlichung: 30. Dezember 2022 mit Isah                                 |

Weitere Singles
- 2002: Fragile (Free)
- 2004: Just a Little Bit
- 2009: I’m in Love
- 2011: Mitt lille land
- 2011: This Too Shall Pass
- 2013: The Fight-Back-Song (Fuck You) (Verkäufe: + 20.000, NO: ×2Doppelplatin )
- 2013: I Always Like That (Verkäufe: + 20.000, NO: ×2Doppelplatin )
- 2015: I Don’t Wanna See You with Her

### Als Gastmusikerin
| Jahr | Titel Album                       | Höchstplatzierung, Gesamtwochen, AuszeichnungChartplatzierungen (Jahr, Titel, Album, Platzierungen, Wochen, Auszeichnungen, Anmerkungen) | Höchstplatzierung, Gesamtwochen, AuszeichnungChartplatzierungen (Jahr, Titel, Album, Platzierungen, Wochen, Auszeichnungen, Anmerkungen) | Höchstplatzierung, Gesamtwochen, AuszeichnungChartplatzierungen (Jahr, Titel, Album, Platzierungen, Wochen, Auszeichnungen, Anmerkungen) | Höchstplatzierung, Gesamtwochen, AuszeichnungChartplatzierungen (Jahr, Titel, Album, Platzierungen, Wochen, Auszeichnungen, Anmerkungen) | Höchstplatzierung, Gesamtwochen, AuszeichnungChartplatzierungen (Jahr, Titel, Album, Platzierungen, Wochen, Auszeichnungen, Anmerkungen) | Anmerkungen                                                    |
| Jahr | Titel Album                       | DE | AT | CH | US | NO | Anmerkungen                                                    |
| ---- | --------------------------------- | --- | --- | --- | --- | --- | -------------------------------------------------------------- |
| 2009 | Wide Awake Good News on a Bad Day | DE68 (3 Wo.)DE | — | — | — | — | Erstveröffentlichung: 27. November 2009 Sasha feat. Maria Mena |

Weitere Gastbeiträge
- 2005: Everytime (Whimsical feat. Maria Mena)
- 2009: Konfliktsky (Jaa9 & OnklP feat. Maria Mena)
- 2012: Påfugl (Karpe Diem feat. Maria Mena)
- 2013: Colder (LidoLido feat. Maria Mena & Bun B)

## Videoalben und Musikvideos

### Videoalben
- 2008: Apparently Unaffected (Special Edition)

### Musikvideos
| Jahr | Titel                           |
| ---- | ------------------------------- |
| 2002 | My Lullaby                      |
| 2002 | Fragile (Free)                  |
| 2004 | You’re the Only One             |
| 2006 | Just Hold Me                    |
| 2007 | Our Battles                     |
| 2007 | Miss You Love                   |
| 2008 | Nevermind Me                    |
| 2008 | Belly Up                        |
| 2008 | All This Time (Pick-Me-Up Song) |
| 2009 | I’m in Love                     |
| 2009 | I Was Made for Lovin’ You       |
| 2009 | Wide Awake                      |
| 2011 | Mitt lille land                 |
| 2011 | Homeless                        |

## Statistik

### Chartauswertung
|                     | DE    | AT    | CH    | US    | NO    |
| ------------------- | ----- | ----- | ----- | ----- | ----- |
| Nummer-eins-Alben   | DE—DE | AT—AT | CH—CH | US—US | NO1NO |
| Top-10-Alben        | DE—DE | AT—AT | CH—CH | US—US | NO8NO |
| Alben in den Charts | DE4DE | AT3AT | CH5CH | US1US | NO9NO |

|                       | DE    | AT    | CH    | US    | NO     |
| --------------------- | ----- | ----- | ----- | ----- | ------ |
| Nummer-eins-Singles   | DE—DE | AT—AT | CH—CH | US—US | NO2NO  |
| Top-10-Singles        | DE—DE | AT2AT | CH1CH | US—US | NO10NO |
| Singles in den Charts | DE6DE | AT3AT | CH5CH | US1US | NO13NO |

### Auszeichnungen für Musikverkäufe
| Goldene Schallplatte - Niederlande - 2009: für das Album Cause and Effect Platin-Schallplatte - Niederlande - 2009: für das Album Apparently Unaffected |

Anmerkung: Auszeichnungen in Ländern aus den Charttabellen bzw. Chartboxen sind in ebendiesen zu finden.
| Land/RegionAuszeichnungen für Musikverkäufe (Land/Region, Auszeichnungen, Verkäufe, Quellen) | Gold       | Platin       | Verkäufe | Quellen           |
| -------------------------------------------------------------------------------------------- | ---------- | ------------ | -------- | ----------------- |
| Deutschland (BVMI)                                                                           | 4× Gold4   | —            | 500.000  | musikindustrie.de |
| Niederlande (NVPI)                                                                           | Gold1      | Platin1      | 75.000   | nvpi.nl           |
| Norwegen (IFPI)                                                                              | 4× Gold4   | 14× Platin14 | 620.000  | ifpi.no           |
| Schweiz (IFPI)                                                                               | 3× Gold3   | —            | 45.000   | hitparade.ch      |
| Insgesamt                                                                                    | 12× Gold12 | 15× Platin15 |          |                   |